# Octavi Vilà Mayo

Bischofswappen

Octavi Vilà Mayo OCist (* 11. Dezember 1961 in Tarragona, Katalonien) ist ein spanischer römisch-katholischer Ordensgeistlicher und Bischof von Girona.

## Leben
Octavi Vilà Mayo studierte zunächst Geschichte und Geografie und erwarb 1984 in diesen Fächern das Lizenziat. An der Universität Barcelona erwarb er 1987 ein Diplom in Bibliothekswissenschaft und Dokumentation sowie 1996 an der Universitat Politècnica de Catalunya ein Diplom im Fach Neue Informationstechnologien. Von 1998 bis 2005 war er Sekretär und Vizepräsident am Bibliographischen Archiv des Klosters Santes Creus. Daneben verfasste er zahlreiche Studien und Artikel zu historischen Themen.
2006 trat er im Kloster Santa Maria de Poblet in Tarragona in das Noviziat des Zisterzienserordens ein. Er legte 2010 die ewige Profess ab und empfing am 21. April 2014 durch den Bischof von Urgell, Erzbischof Joan Enric Vives i Sicília, die Diakonenweihe. Der Erzbischof von Tarragona, Jaume Pujol Balcells, spendete ihm am 1. Mai 2015 das Sakrament der Priesterweihe. Am 3. Dezember desselben Jahres wurde er zum Abt des Klosters Santa Maria de Poblet gewählt.
Papst Franziskus ernannte ihn am 29. Februar 2024 zum Bischof von Girona. Der Erzbischof von Tarragona, Joan Planellas i Barnosell, spendete ihm am 21. April desselben Jahres in der Kathedrale von Girona die Bischofsweihe. Mitkonsekratoren waren der Apostolische Nuntius in Spanien, Erzbischof Bernardito Cleopas Auza, der Erzbischof von Barcelona, Juan José Kardinal Omella Omella, der Bischof von Urgell, Erzbischof Joan Enric Vives i Sicília, und der Erzbischof von Valladolid, Luis Javier Argüello García.